# The Carpentries
The Carpentries es una organización sin fines de lucro que enseña habilidades de programación y ciencia de datos a investigadores a través de talleres. The Carpentries está conformada por tres  programas: Software Carpentry, Data Carpentry, y Library Carpentry.
Los talleres de The Carpentries se han llevado a cabo a nivel internacional, incluyendo talleres en el Smithsonian, el Australian Research Data Commons, el CERN y en la Antártida.

## Historia
Los talleres de Software Carpentry comenzaron en 1998 como cursos de capacitación de una semana. La Software Carpentry Foundation se formó en 2014 junto con la fundación hermana, Data Carpentry. Estas organizaciones se fusionaron en 2018 para formar lo que ahora se conoce como The Carpentries. En 2018, Library Carpentry se convirtió en el tercer programa de lecciones de The Carpentries.

## Talleres y lecciones
Los talleres The Carpentries son talleres de dos días dirigidos por instructores voluntarios que han sido certificados a través del programa de capacitación de la organización. El contenido cubierto en un taller estándar incluye el uso de la línea de comandos y una introducción a un lenguaje de programación como R o Python. Los talleres del programa Data Carpentry se centran en dominios temáticos específicos, como las ciencias de la vida o las ciencias sociales.
Todo el contenido de las lecciones del currículo de The Carpentries está bajo licencias libre de Creative Commons.

## Financiamiento
The Carpentries está patrocinado fiscalmente por Community Initiatives y financiado a través de una combinación de membresías, cuotas de talleres, subvenciones y donaciones. The Carpentries tiene más de 70 organizaciones miembros, incluido el Software Sustainability Institute, el Instituto Nacional de Estándares y Tecnología, Nueva Zelanda eScience Infrastructure y Compute Canada.
En noviembre de 2017, el programa de Library Carpentry recibió una subvención complementaria del Instituto de Servicios de Museos y Bibliotecas, en asociación con la Biblioteca Digital de California, valorada en USD $249,553.
En noviembre de 2019, la Iniciativa Chan Zuckerberg y la Fundación Gordon y Betty Moore anunciaron una adjudicación conjunta de USD $ 2.65 millones para The Carpentries.